# Overschelde (gehucht)
Overschelde is een gehucht van de Oost-Vlaamse plaats Wetteren, gelegen aan de Schelde, tegenover het centrum van Wetteren. Een brug verbindt de beide delen. Het is een residentiële wijk, met in het westen het industrieterrein Stookte. Het gebied ten noorden en ten oosten is landelijker. De wijk telt zo'n 3500 inwoners.

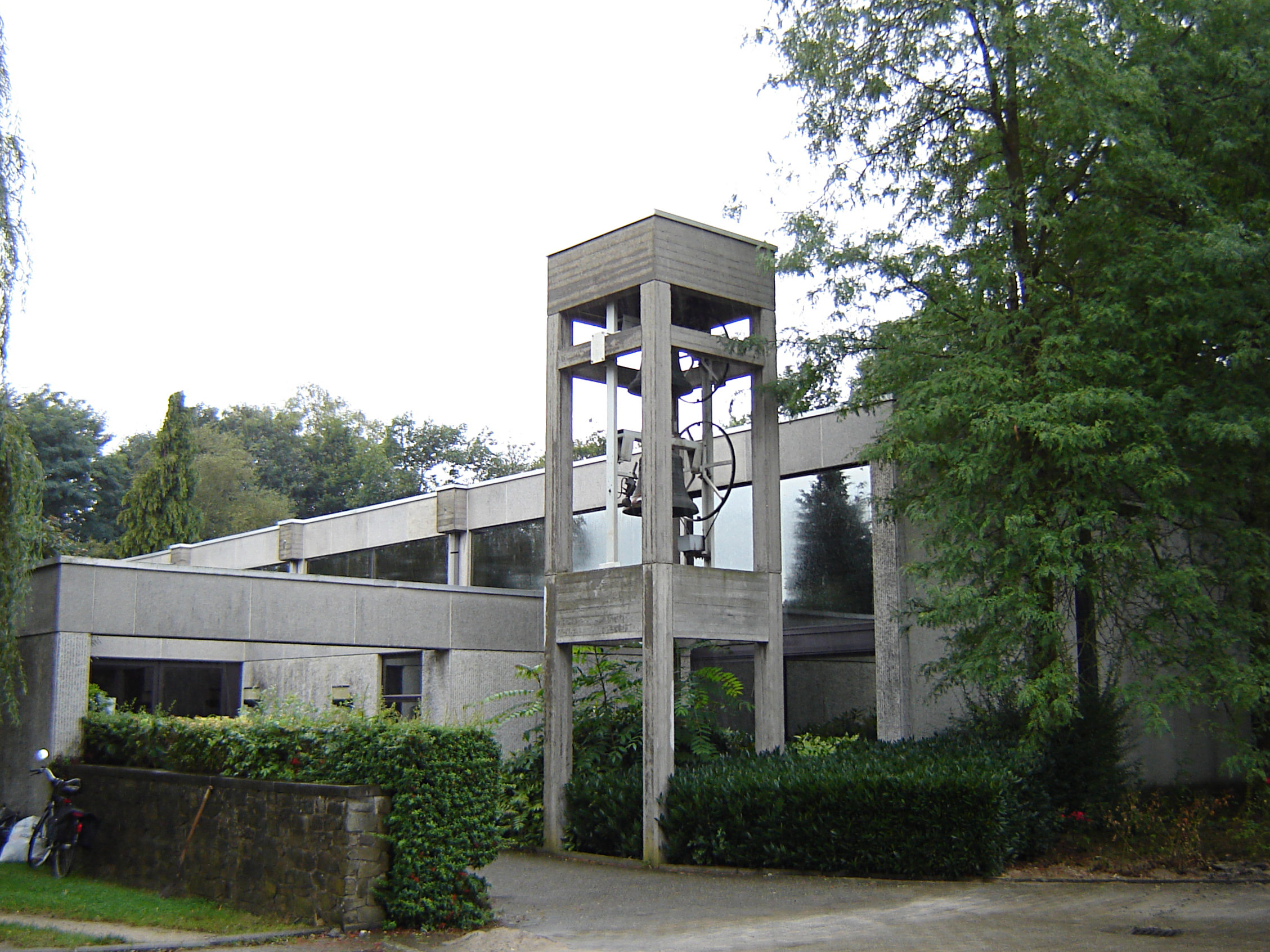

## Bezienswaardigheden
- De Onze-Lieve-Vrouw-ten-Hemel-Opgenomenkerk
- Het Scheppersinstituut, vroeger gekend als Sint-Barbaragesticht, met de Sint-Barbarakapel
- De Villa Sainte-Barbe
- De oostelijke Scheldevallei, met de Liefkenshoekgracht

## Economie

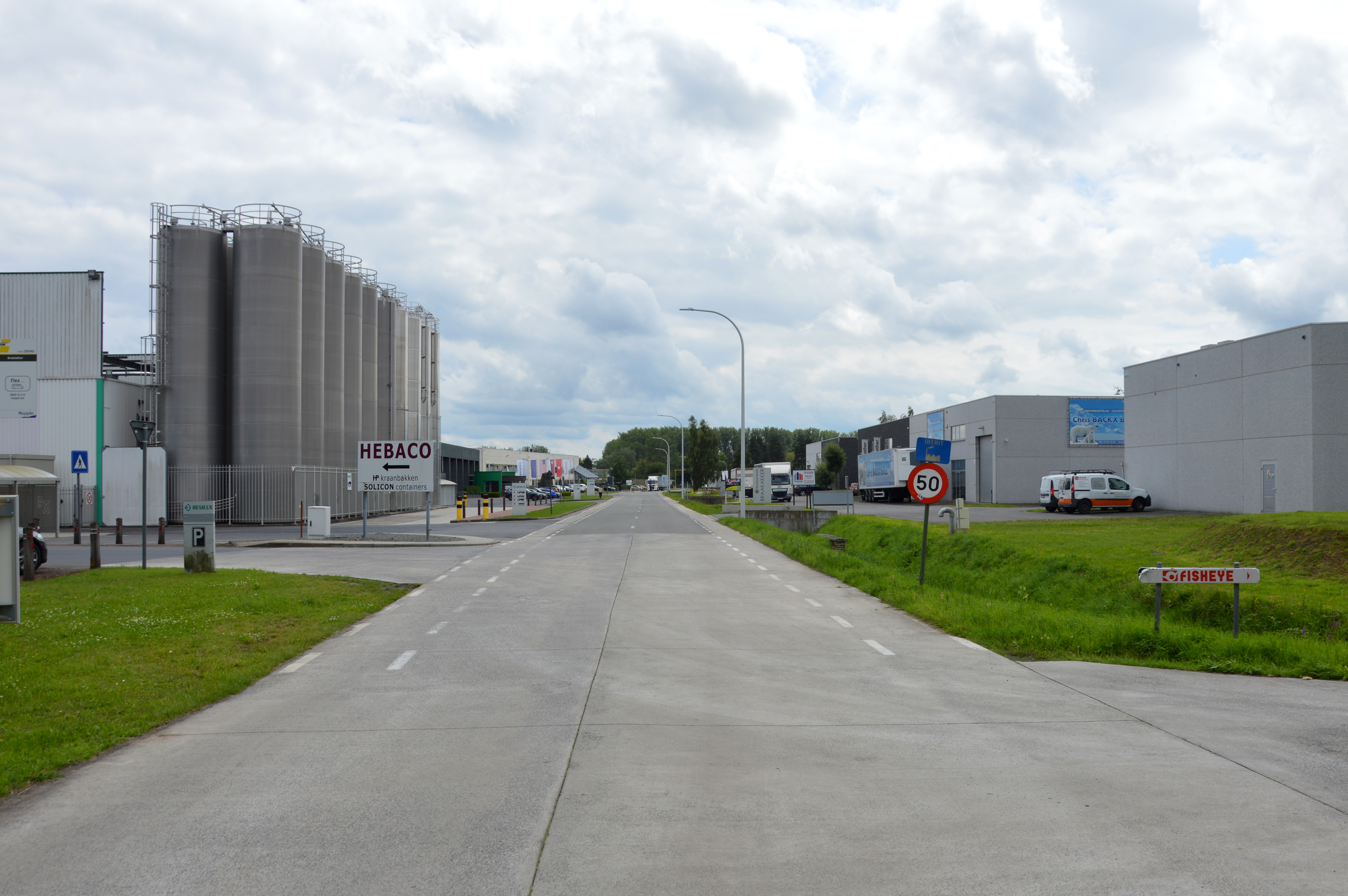
Bedrijventerrein Stookte

Ten westen wordt Overschelde begrensd door het industrieterrein Stookte. In het oosten, langs de Schelde, ligt nog het kleine terrein Tragel. De ontsluiting van deze terreinen voor verkeer, in het bijzonder vrachtverkeer richting A10/E40, gebeurt echter hoofdzakelijk via de enige Scheldebrug en het centrum van Wetteren.

## Nabijgelegen kernen
Wetteren, Ten Ede, Laarne, Kalken